# Podzol

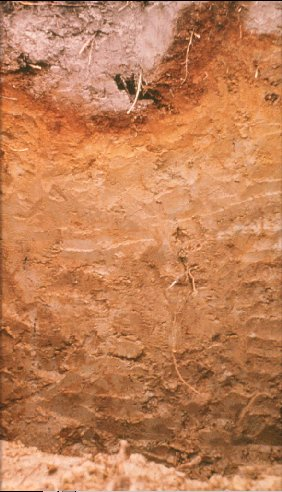
Phẫu diện của spodozol.

Podzol (hay spodozol), đọc là "pốt-dôn" là một loại đất điển hình của các rừng cây lá kim (hay taiga). Tên gọi có nguồn gốc từ tiếng Nga để chỉ "dưới tro" (pod = dưới, zola = tro) và nói chung để nói tới kinh nghiệm chung của các nông dân Nga khi cày lật lớp tro nằm dưới . trong lần cày đầu tiên của các loại đất chưa khai phá bao giờ thuộc loại này. Loại đất này tìm thấy trong khu vực ẩm ướt và lạnh (ví dụ ở miền bắc Canada, hoặc Nga) cũng như trong một số khu vực ấm như Florida - Hoa Kỳ
Đất bị tẩy trắng, thông thường dày khoảng 4–8 cm, chứa ít sắt và vôi. Nó được hình thành trong điều kiện chua , ẩm ướt, lạnh, đặc biệt tại các khu vực mà vật liệu mẹ, như đá hoa cương hay sa thạch, chứa nhiều thạch anh.
Nó được tìm thấy dưới lớp vật chất hữu cơ đang trong quá trình phân hủy, thông thường dày khoảng 5–10 cm. Ở giữa, thông thường có một lớp mỏng dày khoảng 0,5–1 cm. Đất bị tẩy trắng chuyển dần thành tầng màu đỏ hay nâu đỏ, gọi là "đất gỉ sét". Màu của lớp đất này sẫm nhất tại phần trên, và thay đổi tại độ sâu khoảng 50–100 cm dần dần thành các phần đất nói chung không bị ảnh hưởng bởi các tiến trình phong hóa; đây là lớp vật liệu mẹ. 

## Quá trình hình thành
Quá trình podzol hóa là một quá trình phức tạp , trong đó vật chất hữu cơ và khoáng chất hòa tan (chủ yếu là sắt hay nhôm) bị tẩy rửa trên mặt
Các thành phần này sau đó có thể được tích lũy để tạo ra tầng bồi tích và trong một số trường hợp là một dải giàu các oxide sắt. Quá trình podzol hóa diễn ra khi sự tẩy rửa mạnh để lại tầng đất trên dường như không còn các thành phần tạo đất, ngoại trừ các hạt thạch anh. Các khoáng sét trong tầng A phân hủy bởi phản ứng với các acid humic và tạo ra các muối hòa tan. Vật chất bị tẩy trôi từ tầng A trầm lắng lại trong tầng B như là tầng giàu mùn hay một lớp cứng giàu các oxide hóa trị +3 (setquioxide).

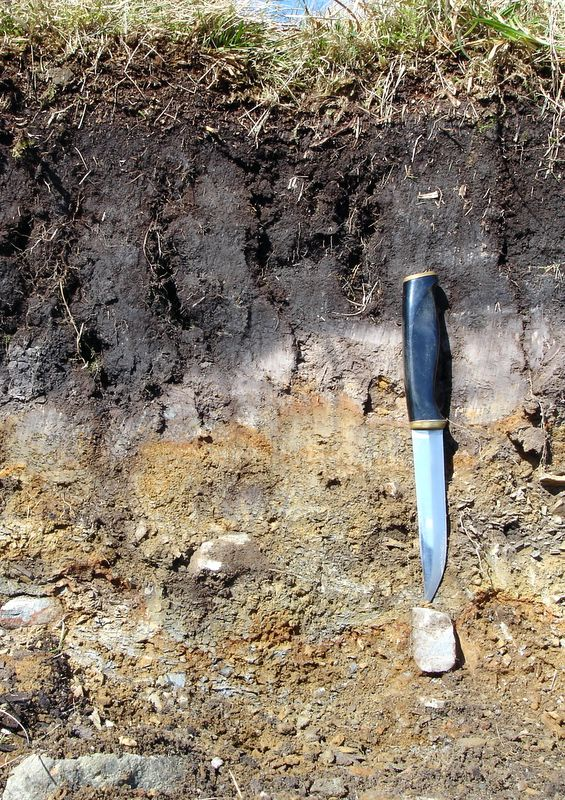
Đất trong hình chụp là stagnopodzol tại vùng núi cao của Wales, nó chỉ ra trật tự điển hình của tầng đất mặt hữu cơ với lớp đất cái màu xám trắng bị tẩy trôi cùng tầng giàu sắt phía dưới.

Các tiến trình con này bao gồm huy động, dịch chuyển xuống và bồi tích. Huy động và dịch chuyển xuống di chuyển các vật chất hữu cơ và khoáng chất từ tầng A vào tầng B. Trong quá trình đó, chúng phản ứng với nước (bồi tích hóa) để bị oxy hóa. Quá trình này trong podzol hóa tạo ra kiểu phẫu diện đất đặc trưng của spodozol, trong đó tầng E thông thường có màu xám tro hay trắng, không có cấu trúc và ở đây có lớp oxide không thấm nước để phân biệt trong tầng B (luôn luôn sẫm màu hơn tầng E). Tầng E có thể có màu xám sẫm khi nó có hàm lượng chất hữu cơ cao, nhưng trong những trường hợp như thế thì tầng B nằm dưới là rất sẫm màu.
Tuy nhiên, do các loài cây lá kim bằng cảm nhiễm qua lại làm giảm sự cạnh tranh bằng cách tạo ra tầng O dày bao gồm các mảnh lá kim có tính acid và độc hại đối với các vi sinh vật phân hủy lá rụng, làm cho nó bị phân hủy chậm hơn, dạng chủ yếu của tương tác thực vật-đất đối với các loài cây lá kim. Tầng O có tính acid, cùng với kiểu mưa tương tự như của các đồng cỏ ẩm ướt hơn, cũng làm gia tăng sự bồi tích các oxide nhôm và sắt.
Tại Tây Âu, podzol phát triển tại các khu vực mọc nhiều thạch nam (Erica spp.) với sự can thiệp vào của con người, tại đó thảm thực vật được duy trì thông qua chăn thả súc vật và đốt đồng. Kiểu đất này có thể đã phát triển mạnh trong vòng 3.000 năm qua để đối lại với các thay đổi của thảm thực vật và khí hậu. Ở một số vùng đất hoang tại Anh với kiểu đất podzol có các loại đất nâu được bảo tồn phía dưới các nấm mộ từ thời kỳ đồ đồng.